# Миланко
Миланко је мушко словенско име, варијанта имена Милан. У Хрватској је ово име изведено од имена Митар.

## Популарност
У Словенији је ово име 2007. било на 685. месту по популарности. У Хрватској је ово име током 20. века било веома популарно, нарочито до седамдесетих година и то чешће међу Србима, а посебно житељима Загреба, Плашког и Ријеке.
У Далмацији, у селу Мушковци, постоји презиме "Миланко". Људи који носе то презиме су Срби и славе Светог Николу. После Другог светског рата и војне операције Олуја многи су се иселили. Такође ово презиме се може наћи у Војводини, у местима Станишић, Риђица и Сомбор.